# Speculum Virginum

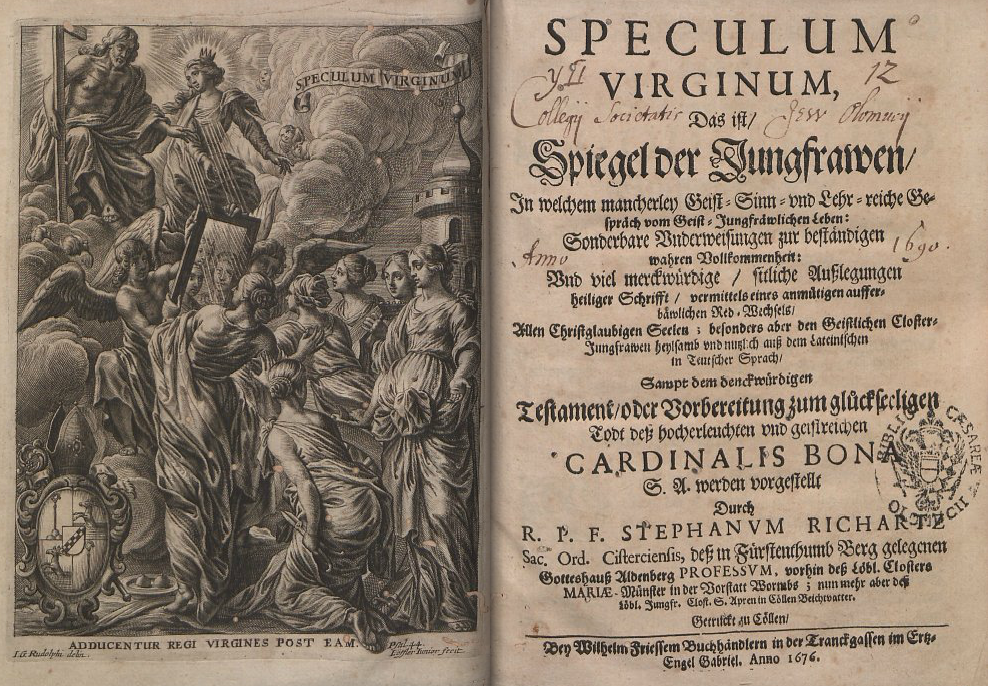
Speculum Virginum, utgiven av Stephan Richartz 1676.

Speculum Virginum (latin: "jungfruspegel") är en medeltida didaktisk-asketisk traktat, vilken översattes från latin till svenska mot slutet av 1400-talet. 
Skriften är ett alster av benediktinsk lärdom och utgör en under formen av samtal mellan lärofadern Peregrinus och klosterjungfrun Teodora framställd skildring av en klosterjungfrus vandring från novisstadiet till den fullkomliga helighetens högsta trappsteg. "Jungfruspegeln" består av 12 särskilda böcker, av vilka dock de två sista endast lösligt sammanhänger med det hela. Den egentliga dialogen slutar redan med 9:e boken. De tre sista böckerna innehåller: den 10:e tacksägelser, den 11:e "den Helige Andes sju gåvor" och den 12:e en utläggning av Fader vår. Som bihang följer ett pompöst Epithalamium, en lovdikt över den heliga Jungfrun och jungfruståndets ära, i det latinska originalet avfattad på så kallad ambrosiansk meter med parvis rimmade versrader, vilkas begynnelsebokstäver tillsammans bildar en akrostisk hymn. I den svenska översättningen är denna dikt återgiven på prosa. 
Författarens verkliga namn är okänt. Endast så mycket vet man, att han var munk i benediktinklostret Hirsau i Bayern och levde omkring år 1100 samt att han skrev många arbeten, alla under det antagna namnet Peregrinus. Så omnämns han även i en omkring 1165 upprättad, ännu bevarad katalog över Hirsaus klosterbibliotek. Först efter 1492 har den fantasirike abboten i Spanheim Johannes Trithemius, känd för sina frihandsteckningar i Chronicon monasterii Hirsaugiensis, inventerat det i övrigt okända författarnamnet Conradus Hirsaugiensis, vilket sedan oförskyllt ingått i litteraturhistorien. Den svenska översättningen är gjord i Vadstena omkring 1480 av prästmunken Mathias Laurentii (Mats Larsson), som tillhörde klostret 1453–1486, då han avled vid hög ålder. Han är känd som en i litterärt avseende väl bevandrad man. Av hans "Jungfruspegel" är ett enda exemplar känt (codex A 8 i Kungliga biblioteket i Stockholm). Det är alltigenom utskrivet av den flitiga Vadstenanunnan Kristina Hansdotter Brasks hand i slutet av 1400- eller början av 1500-talet. Efter denna text utgavs "Speculum Virginum" 1897–1898 av Robert Geete i Svenska fornskriftsällskapets samlingar.